# Сірету (Летя-Веке, Бакеу)
Сірету (рум. Siretu) — село у повіті Бакеу в Румунії. Входить до складу комуни Летя-Веке.
Село розташоване на відстані 239 км на північ від Бухареста, 7 км на південний схід від Бакеу, 86 км на південний захід від Ясс, 145 км на північний захід від Галаца, 141 км на північний схід від Брашова.

## Населення
За даними перепису населення 2002 року у селі проживали 459 осіб, усі — румуни. Усі жителі села рідною мовою назвали румунську.